# Championnat NCAA masculin de basket-ball 1966
Navigation
1965 1967
Le Championnat NCAA de basket-ball 1966 est la 28e édition du championnat universitaire américain de basket-ball. Vingt-deux équipes s'y sont affrontées en matchs à élimination directe du 7 au 19 mars 1966 jusqu'au Final Four qui s'est tenu au Cole Field House de College Park (Maryland).  
La finale est remportée à la surprise générale par les Miners de Texas Western face aux Wildcats du Kentucky (UK), quadruples champions dirigés par Adolph Rupp. La victoire de Texas Western est très symbolique car le cinq de départ d'une équipe est pour la première fois composé de cinq joueurs noirs. L'entraîneur Don Haskins ne s’est appuyé que sur sept joueurs et les deux remplaçants utilisés étaient également noirs. Ces faits sont à la base du film Les Chemins du triomphe sorti en 2006 au cinéma.

## Organisation du tournoi

### Villes hôtes
| \| Blacksburg Kent Wichita Raleigh Iowa City Lubbock Los Angeles College Park \| Localisation des villes hôtes du tournoi final du championnat NCAA · de basket-ball 1966 |
| Blacksburg Kent Wichita Raleigh Iowa City Lubbock Los Angeles College Park                                                                                                |

| Tour        | Région          | Ville        | État             | Salle                      | Université hôte                          |
| ----------- | --------------- | ------------ | ---------------- | -------------------------- | ---------------------------------------- |
| First Round | Est             | Blacksburg   | Virginie         | Cassell Coliseum           | Virginia Tech                            |
| First Round | Mideast         | Kent         | Ohio             | Memorial Gymnasium         | Université d'État de Kent                |
| First Round | Midwest & Ouest | Wichita      | Kansas           | WSU Field House            | Université d'État de Wichita             |
| Regionals   | Est             | Raleigh      | Caroline du Nord | Reynolds Coliseum          | Université d'État de la Caroline du Nord |
| Regionals   | Mideast         | Iowa City    | Iowa             | Iowa Field House           | Université de l'Iowa                     |
| Regionals   | Midwest         | Lubbock      | Texas            | Lubbock Municipal Coliseum | Université Texas Tech                    |
| Regionals   | Ouest           | Los Angeles  | Californie       | Pauley Pavilion            | Université de Californie à Los Angeles   |
| Final Four  | Final Four      | College Park | Maryland         | Cole Field House           | Université du Maryland                   |

### Équipes qualifiées
| Université                              | Localisation                | Équipe      | Manager         | Dernière participation | Qualification                                               | Saison régulière | Saison régulière |
| Université                              | Localisation                | Équipe      | Manager         | Dernière participation | Qualification                                               | Conférence       | Total            |
| Est                                     | Est                         | Est         | Est             | Est                    | Est                                                         | Est              | Est              |
| --------------------------------------- | --------------------------- | ----------- | --------------- | ---------------------- | ----------------------------------------------------------- | ---------------- | ---------------- |
| Davidson College                        | Davidson (Caroline du Nord) | Wildcats    | Lefty Driesell  | -                      | Vainqueur de la Southern Conference                         | 11-1             | 21-7             |
| Université Duke                         | Durham (Caroline du Nord)   | Blue        | Vic Bubas       | 1964                   | Vainqueur de l'Atlantic Coast Conference                    | 12-2             | 26-4             |
| Providence College                      | Providence (Rhode Island)   | Friars      | Joe Mullaney    | 1965                   | Indépendant                                                 | Indépendant      | 22-5             |
| Université du Rhode Island              | Kingston (Rhode Island)     | Rams        | Ernie Calverley | 1961                   | Co-vainqueur de la Yankee Conference                        | 9-1              | 20-8             |
| Université Saint-Joseph de Philadelphie | Philadelphie (Pennsylvanie) | Hawks       | Jack Ramsay     | 1965                   | Vainqueur des Middle Atlantic Conferences                   | ?                | 24-5             |
| Université de Syracuse                  | Syracuse (New York)         | Orange      | Fred Lewis      | 1957                   | Indépendant                                                 | Indépendant      | 22-6             |
| Mideast                                 |                             |             |                 |                        |                                                             |                  |                  |
| Université de Dayton                    | Dayton (Ohio)               | Flyers      | Don Donoher     | 1965                   | Indépendant                                                 | Indépendant      | 23-6             |
| Université du Kentucky                  | Lexington (Kentucky)        | Wildcats    | Adolph Rupp     | 1965                   | Vainqueur de la Southeastern Conference                     | 15-1             | 27-2             |
| Université Loyola de Chicago            | Chicago (Illinois)          | Ramblers    | George Ireland  | 1964                   | Indépendant                                                 | Indépendant      | 22-3             |
| Université Miami                        | Oxford (Ohio)               | Redhawks    | Dick Shrider    | 1958                   | Vainqueur de la Mid-American Conference                     | 11-1             | 18-7             |
| Université du Michigan                  | Ann Arbor (Michigan)        | Wolverines  | Dave Strack     | 1965                   | Vainqueur de la Big Ten Conference                          | 11-3             | 18-8             |
| Université de Western Kentucky          | Bowling Green (Kentucky)    | Hilltoppers | Johnny Oldham   | 1962                   | Vainqueur de l'Ohio Valley Conference                       | 14-0             | 25-3             |
| Midwest                                 |                             |             |                 |                        |                                                             |                  |                  |
| Université de Cincinnati                | Cincinnati (Ohio)           | Bearcats    | Tay Baker       | 1963                   | Vainqueur de la Missouri Valley Conference                  | 10-4             | 21-7             |
| Université du Kansas                    | Lawrence (Kansas)           | Jayhawks    | Ted Owens       | 1960                   | Vainqueur de la Big 8 Conference                            | 13-1             | 23-4             |
| Université d'Oklahoma City              | Oklahoma City (Oklahoma)    | Stars       | Abe Lemons      | 1965                   | Indépendant                                                 | Indépendant      | 24-5             |
| Université méthodiste du Sud            | Dallas (Texas)              | Mustangs    | Doc Hayes       | 1965                   | Vainqueur de la Southwest Conference                        | 11-3             | 17-9             |
| Université du Texas à El Paso           | El Paso (Texas)             | Miners      | Don Haskins     | 1964                   | Indépendant                                                 | Indépendant      | 28-1             |
| Ouest                                   |                             |             |                 |                        |                                                             |                  |                  |
| Université d'État du Colorado           | Fort Collins (Colorado)     | Rams        | Jim Williams    | 1965                   | Indépendant                                                 | Indépendant      | 14-8             |
| Université de Houston                   | Houston (Texas)             | Cougars     | Guy Lewis       | 1965                   | Indépendant                                                 | Indépendant      | 23-6             |
| Université d'État de l'Oregon           | Corvallis (Oregon)          | Beavers     | Paul Valenti    | 1964                   | Vainqueur de l'Athletic Association of Western Universities | 12-2             | 21-7             |
| Université du Pacifique                 | Stockton (Californie)       | Tigers      | Dick Edwards    | -                      | Vainqueur de la West Coast Athletic Conference              | 13-1             | 22-6             |
| Université de l'Utah                    | Salt Lake City (Utah)       | Utes        | Jack Gardner    | 1961                   | Vainqueur de la Western Athletic Conference                 | 7-3              | 23-8             |

## Compétition

### Est
|  | Quarts de finale      | Quarts de finale      | Quarts de finale          | Quarts de finale      |                               |                               | Demi-finales                  | Demi-finales                  | Demi-finales                | Demi-finales              |                           |                           | Finale                    | Finale                    | Finale                    | Finale                    |
|  |                       |                       |                           |                       |                               |                               |                               |                               |                             |                           |                           |                           |                           |                           |                           |                           |
|  |                       |                       |                           |                       |                               |                               | le 11 mars 1966 à Raleigh     | le 11 mars 1966 à Raleigh     | le 11 mars 1966 à Raleigh   | le 11 mars 1966 à Raleigh |                           |                           | le 12 mars 1966 à Raleigh | le 12 mars 1966 à Raleigh | le 12 mars 1966 à Raleigh | le 12 mars 1966 à Raleigh |
|  |                       |                       |                           |                       |                               |                               | le 11 mars 1966 à Raleigh     | le 11 mars 1966 à Raleigh     | le 11 mars 1966 à Raleigh   | le 11 mars 1966 à Raleigh |                           |                           | le 12 mars 1966 à Raleigh | le 12 mars 1966 à Raleigh | le 12 mars 1966 à Raleigh | le 12 mars 1966 à Raleigh |
|  |                       |                       |                           |                       |                               |                               | le 11 mars 1966 à Raleigh     | le 11 mars 1966 à Raleigh     | le 11 mars 1966 à Raleigh   | le 11 mars 1966 à Raleigh |                           |                           | le 12 mars 1966 à Raleigh | le 12 mars 1966 à Raleigh | le 12 mars 1966 à Raleigh | le 12 mars 1966 à Raleigh |
|  |                       |                       |                           |                       |                               |                               | le 11 mars 1966 à Raleigh     | le 11 mars 1966 à Raleigh     | le 11 mars 1966 à Raleigh   | le 11 mars 1966 à Raleigh |                           |                           | le 12 mars 1966 à Raleigh | le 12 mars 1966 à Raleigh | le 12 mars 1966 à Raleigh | le 12 mars 1966 à Raleigh |
|  |                       |                       |                           |                       |                               |                               | le 11 mars 1966 à Raleigh     | le 11 mars 1966 à Raleigh     | le 11 mars 1966 à Raleigh   | le 11 mars 1966 à Raleigh |                           |                           | le 12 mars 1966 à Raleigh | le 12 mars 1966 à Raleigh | le 12 mars 1966 à Raleigh | le 12 mars 1966 à Raleigh |
|  | Blue Devils de Duke   | Blue Devils de Duke   | 76                        | 76                    |                               |                               |                               |                               |                             |                           |                           |                           | le 12 mars 1966 à Raleigh | le 12 mars 1966 à Raleigh | le 12 mars 1966 à Raleigh | le 12 mars 1966 à Raleigh |
|  | Blue Devils de Duke   | Blue Devils de Duke   | 76                        | 76                    | le 7 mars 1966 à Blacksburg   |                               |                               |                               |                             |                           |                           |                           | le 12 mars 1966 à Raleigh | le 12 mars 1966 à Raleigh | le 12 mars 1966 à Raleigh | le 12 mars 1966 à Raleigh |
|  |                       |                       | Hawks de Saint-Joseph     | Hawks de Saint-Joseph | 74                            | 74                            |                               |                               |                             |                           |                           |                           | le 12 mars 1966 à Raleigh | le 12 mars 1966 à Raleigh | le 12 mars 1966 à Raleigh | le 12 mars 1966 à Raleigh |
|  | Hawks de Saint-Joseph | Hawks de Saint-Joseph | Hawks de Saint-Joseph     | Hawks de Saint-Joseph | 74                            | 74                            | 65                            | 65                            |                             |                           |                           |                           | le 12 mars 1966 à Raleigh | le 12 mars 1966 à Raleigh | le 12 mars 1966 à Raleigh | le 12 mars 1966 à Raleigh |
|  | Hawks de Saint-Joseph | Hawks de Saint-Joseph | le 11 mars 1966 à Raleigh |                       |                               |                               | 65                            | 65                            |                             |                           |                           |                           | le 12 mars 1966 à Raleigh | le 12 mars 1966 à Raleigh | le 12 mars 1966 à Raleigh | le 12 mars 1966 à Raleigh |
|  | Friars de Providence  | Friars de Providence  | 48                        | 48                    |                               |                               |                               |                               |                             |                           |                           |                           | le 12 mars 1966 à Raleigh | le 12 mars 1966 à Raleigh | le 12 mars 1966 à Raleigh | le 12 mars 1966 à Raleigh |
|  | Friars de Providence  | Friars de Providence  | 48                        | 48                    | Blue Devils de Duke           | Blue Devils de Duke           | 91                            | 91                            |                             |                           |                           |                           |                           |                           |                           |                           |
|  |                       |                       |                           |                       | Blue Devils de Duke           | Blue Devils de Duke           | 91                            | 91                            |                             |                           |                           |                           |                           |                           |                           |                           |
|  |                       |                       | Orange de Syracuse        | Orange de Syracuse    | 81                            | 81                            |                               |                               |                             |                           |                           |                           |                           |                           |                           |                           |
|  |                       |                       |                           |                       | 81                            | 81                            |                               |                               |                             |                           |                           |                           |                           |                           |                           |                           |
|  |                       |                       |                           |                       |                               |                               |                               |                               |                             |                           |                           |                           |                           |                           |                           |                           |
|  |                       |                       |                           |                       |                               |                               |                               |                               |                             |                           |                           |                           |                           |                           |                           |                           |
|  | Orange de Syracuse    | Orange de Syracuse    | 94                        | 94                    | Match pour la troisième place | Match pour la troisième place | Match pour la troisième place | Match pour la troisième place |                             |                           |                           |                           |                           |                           |                           |                           |
|  | Orange de Syracuse    | Orange de Syracuse    | 94                        | 94                    | Match pour la troisième place | Match pour la troisième place | Match pour la troisième place | Match pour la troisième place | le 7 mars 1966 à Blacksburg |                           |                           |                           |                           |                           |                           |                           |
|  |                       |                       | Wildcats de Davidson      | Wildcats de Davidson  | 78                            | 78                            |                               |                               | le 12 mars 1966 à Raleigh   | le 12 mars 1966 à Raleigh | le 12 mars 1966 à Raleigh | le 12 mars 1966 à Raleigh |                           |                           |                           |                           |
|  | Wildcats de Davidson  | Wildcats de Davidson  | Wildcats de Davidson      | Wildcats de Davidson  | 78                            | 78                            | 96                            | 96                            | le 12 mars 1966 à Raleigh   | le 12 mars 1966 à Raleigh | le 12 mars 1966 à Raleigh | le 12 mars 1966 à Raleigh |                           |                           |                           |                           |
|  | Wildcats de Davidson  | Wildcats de Davidson  |                           |                       |                               |                               |                               | 96                            |                             |                           | Hawks de Saint-Joseph     | Hawks de Saint-Joseph     | 92                        | 92                        |                           |                           |
|  | Rams du Rhode Island  | Rams du Rhode Island  | 65                        | 65                    |                               |                               |                               |                               |                             |                           | Hawks de Saint-Joseph     | Hawks de Saint-Joseph     | 92                        | 92                        |                           |                           |
|  | Rams du Rhode Island  | Rams du Rhode Island  | 65                        | 65                    | Wildcats de Davidson          | Wildcats de Davidson          | 76                            | 76                            |                             |                           |                           |                           |                           |                           |                           |                           |
|  |                       |                       |                           |                       |                               |                               |                               |                               |                             |                           |                           |                           |                           |                           |                           |                           |

### Mideast
|  | Quarts de finale                | Quarts de finale                | Quarts de finale                | Quarts de finale                |                               |                               | Demi-finales                  | Demi-finales                  | Demi-finales                | Demi-finales                |                                 |                                 | Finale                      | Finale                      | Finale                      | Finale                      |
|  |                                 |                                 |                                 |                                 |                               |                               |                               |                               |                             |                             |                                 |                                 |                             |                             |                             |                             |
|  |                                 |                                 |                                 |                                 |                               |                               | le 11 mars 1966 à Iowa City   | le 11 mars 1966 à Iowa City   | le 11 mars 1966 à Iowa City | le 11 mars 1966 à Iowa City |                                 |                                 | le 12 mars 1966 à Iowa City | le 12 mars 1966 à Iowa City | le 12 mars 1966 à Iowa City | le 12 mars 1966 à Iowa City |
|  |                                 |                                 |                                 |                                 |                               |                               | le 11 mars 1966 à Iowa City   | le 11 mars 1966 à Iowa City   | le 11 mars 1966 à Iowa City | le 11 mars 1966 à Iowa City |                                 |                                 | le 12 mars 1966 à Iowa City | le 12 mars 1966 à Iowa City | le 12 mars 1966 à Iowa City | le 12 mars 1966 à Iowa City |
|  |                                 |                                 |                                 |                                 |                               |                               | le 11 mars 1966 à Iowa City   | le 11 mars 1966 à Iowa City   | le 11 mars 1966 à Iowa City | le 11 mars 1966 à Iowa City |                                 |                                 | le 12 mars 1966 à Iowa City | le 12 mars 1966 à Iowa City | le 12 mars 1966 à Iowa City | le 12 mars 1966 à Iowa City |
|  |                                 |                                 |                                 |                                 |                               |                               | le 11 mars 1966 à Iowa City   | le 11 mars 1966 à Iowa City   | le 11 mars 1966 à Iowa City | le 11 mars 1966 à Iowa City |                                 |                                 | le 12 mars 1966 à Iowa City | le 12 mars 1966 à Iowa City | le 12 mars 1966 à Iowa City | le 12 mars 1966 à Iowa City |
|  |                                 |                                 |                                 |                                 |                               |                               | le 11 mars 1966 à Iowa City   | le 11 mars 1966 à Iowa City   | le 11 mars 1966 à Iowa City | le 11 mars 1966 à Iowa City |                                 |                                 | le 12 mars 1966 à Iowa City | le 12 mars 1966 à Iowa City | le 12 mars 1966 à Iowa City | le 12 mars 1966 à Iowa City |
|  | Wildcats du Kentucky            | Wildcats du Kentucky            | 86                              | 86                              |                               |                               |                               |                               |                             |                             |                                 |                                 | le 12 mars 1966 à Iowa City | le 12 mars 1966 à Iowa City | le 12 mars 1966 à Iowa City | le 12 mars 1966 à Iowa City |
|  | Wildcats du Kentucky            | Wildcats du Kentucky            | 86                              | 86                              | le 7 mars 1966 à Kent         |                               |                               |                               |                             |                             |                                 |                                 | le 12 mars 1966 à Iowa City | le 12 mars 1966 à Iowa City | le 12 mars 1966 à Iowa City | le 12 mars 1966 à Iowa City |
|  |                                 |                                 | Flyers de Dayton                | Flyers de Dayton                | 79                            | 79                            |                               |                               |                             |                             |                                 |                                 | le 12 mars 1966 à Iowa City | le 12 mars 1966 à Iowa City | le 12 mars 1966 à Iowa City | le 12 mars 1966 à Iowa City |
|  | Flyers de Dayton                | Flyers de Dayton                | Flyers de Dayton                | Flyers de Dayton                | 79                            | 79                            | 58                            | 58                            |                             |                             |                                 |                                 | le 12 mars 1966 à Iowa City | le 12 mars 1966 à Iowa City | le 12 mars 1966 à Iowa City | le 12 mars 1966 à Iowa City |
|  | Flyers de Dayton                | Flyers de Dayton                | le 11 mars 1966 à Iowa City     |                                 |                               |                               | 58                            | 58                            |                             |                             |                                 |                                 | le 12 mars 1966 à Iowa City | le 12 mars 1966 à Iowa City | le 12 mars 1966 à Iowa City | le 12 mars 1966 à Iowa City |
|  | Redhawks de Miami               | Redhawks de Miami               | 51                              | 51                              |                               |                               |                               |                               |                             |                             |                                 |                                 | le 12 mars 1966 à Iowa City | le 12 mars 1966 à Iowa City | le 12 mars 1966 à Iowa City | le 12 mars 1966 à Iowa City |
|  | Redhawks de Miami               | Redhawks de Miami               | 51                              | 51                              | Wildcats du Kentucky          | Wildcats du Kentucky          | 84                            | 84                            |                             |                             |                                 |                                 |                             |                             |                             |                             |
|  |                                 |                                 |                                 |                                 | Wildcats du Kentucky          | Wildcats du Kentucky          | 84                            | 84                            |                             |                             |                                 |                                 |                             |                             |                             |                             |
|  |                                 |                                 | Wolverines du Michigan          | Wolverines du Michigan          | 77                            | 77                            |                               |                               |                             |                             |                                 |                                 |                             |                             |                             |                             |
|  |                                 |                                 |                                 |                                 | 77                            | 77                            |                               |                               |                             |                             |                                 |                                 |                             |                             |                             |                             |
|  |                                 |                                 |                                 |                                 |                               |                               |                               |                               |                             |                             |                                 |                                 |                             |                             |                             |                             |
|  |                                 |                                 |                                 |                                 |                               |                               |                               |                               |                             |                             |                                 |                                 |                             |                             |                             |                             |
|  | Wolverines du Michigan          | Wolverines du Michigan          | 80                              | 80                              | Match pour la troisième place | Match pour la troisième place | Match pour la troisième place | Match pour la troisième place |                             |                             |                                 |                                 |                             |                             |                             |                             |
|  | Wolverines du Michigan          | Wolverines du Michigan          | 80                              | 80                              | Match pour la troisième place | Match pour la troisième place | Match pour la troisième place | Match pour la troisième place | le 7 mars 1966 à Kent       |                             |                                 |                                 |                             |                             |                             |                             |
|  |                                 |                                 | Hilltoppers de Western Kentucky | Hilltoppers de Western Kentucky | 79                            | 79                            |                               |                               | le 12 mars 1966 à Iowa City | le 12 mars 1966 à Iowa City | le 12 mars 1966 à Iowa City     | le 12 mars 1966 à Iowa City     |                             |                             |                             |                             |
|  | Hilltoppers de Western Kentucky | Hilltoppers de Western Kentucky | Hilltoppers de Western Kentucky | Hilltoppers de Western Kentucky | 79                            | 79                            | 105                           | 105                           | le 12 mars 1966 à Iowa City | le 12 mars 1966 à Iowa City | le 12 mars 1966 à Iowa City     | le 12 mars 1966 à Iowa City     |                             |                             |                             |                             |
|  | Hilltoppers de Western Kentucky | Hilltoppers de Western Kentucky |                                 |                                 |                               |                               |                               | 105                           |                             |                             | Hilltoppers de Western Kentucky | Hilltoppers de Western Kentucky | 82                          | 82                          |                             |                             |
|  | Ramblers de Loyola              | Ramblers de Loyola              | 86                              | 86                              |                               |                               |                               |                               |                             |                             | Hilltoppers de Western Kentucky | Hilltoppers de Western Kentucky | 82                          | 82                          |                             |                             |
|  | Ramblers de Loyola              | Ramblers de Loyola              | 86                              | 86                              | Flyers de Dayton              | Flyers de Dayton              | 62                            | 62                            |                             |                             |                                 |                                 |                             |                             |                             |                             |
|  |                                 |                                 |                                 |                                 |                               |                               |                               |                               |                             |                             |                                 |                                 |                             |                             |                             |                             |

### Midwest
|  | Quarts de finale        | Quarts de finale          | Quarts de finale        | Quarts de finale        |                               |                               | Demi-finales                  | Demi-finales                  | Demi-finales              | Demi-finales              |                           |                           | Finale                    | Finale                    | Finale                    | Finale                    |
|  |                         |                           |                         |                         |                               |                               |                               |                               |                           |                           |                           |                           |                           |                           |                           |                           |
|  |                         |                           |                         |                         |                               |                               | le 11 mars 1966 à Lubbock     | le 11 mars 1966 à Lubbock     | le 11 mars 1966 à Lubbock | le 11 mars 1966 à Lubbock |                           |                           | le 12 mars 1966 à Lubbock | le 12 mars 1966 à Lubbock | le 12 mars 1966 à Lubbock | le 12 mars 1966 à Lubbock |
|  |                         |                           |                         |                         |                               |                               | le 11 mars 1966 à Lubbock     | le 11 mars 1966 à Lubbock     | le 11 mars 1966 à Lubbock | le 11 mars 1966 à Lubbock |                           |                           | le 12 mars 1966 à Lubbock | le 12 mars 1966 à Lubbock | le 12 mars 1966 à Lubbock | le 12 mars 1966 à Lubbock |
|  |                         |                           |                         |                         |                               |                               | le 11 mars 1966 à Lubbock     | le 11 mars 1966 à Lubbock     | le 11 mars 1966 à Lubbock | le 11 mars 1966 à Lubbock |                           |                           | le 12 mars 1966 à Lubbock | le 12 mars 1966 à Lubbock | le 12 mars 1966 à Lubbock | le 12 mars 1966 à Lubbock |
|  |                         |                           |                         |                         |                               |                               | le 11 mars 1966 à Lubbock     | le 11 mars 1966 à Lubbock     | le 11 mars 1966 à Lubbock | le 11 mars 1966 à Lubbock |                           |                           | le 12 mars 1966 à Lubbock | le 12 mars 1966 à Lubbock | le 12 mars 1966 à Lubbock | le 12 mars 1966 à Lubbock |
|  |                         |                           |                         |                         |                               |                               | le 11 mars 1966 à Lubbock     | le 11 mars 1966 à Lubbock     | le 11 mars 1966 à Lubbock | le 11 mars 1966 à Lubbock |                           |                           | le 12 mars 1966 à Lubbock | le 12 mars 1966 à Lubbock | le 12 mars 1966 à Lubbock | le 12 mars 1966 à Lubbock |
|  | Jayhawks du Kansas      | Jayhawks du Kansas        | 76                      | 76                      |                               |                               |                               |                               |                           |                           |                           |                           | le 12 mars 1966 à Lubbock | le 12 mars 1966 à Lubbock | le 12 mars 1966 à Lubbock | le 12 mars 1966 à Lubbock |
|  | Jayhawks du Kansas      | Jayhawks du Kansas        | 76                      | 76                      |                               |                               |                               |                               |                           |                           |                           |                           | le 12 mars 1966 à Lubbock | le 12 mars 1966 à Lubbock | le 12 mars 1966 à Lubbock | le 12 mars 1966 à Lubbock |
|  |                         |                           | Mustangs de SMU         | Mustangs de SMU         | 70                            | 70                            |                               |                               |                           |                           |                           |                           | le 12 mars 1966 à Lubbock | le 12 mars 1966 à Lubbock | le 12 mars 1966 à Lubbock | le 12 mars 1966 à Lubbock |
|  |                         |                           |                         |                         | 70                            | 70                            |                               |                               |                           |                           |                           |                           | le 12 mars 1966 à Lubbock | le 12 mars 1966 à Lubbock | le 12 mars 1966 à Lubbock | le 12 mars 1966 à Lubbock |
|  |                         | le 11 mars 1966 à Lubbock |                         |                         |                               |                               |                               |                               |                           |                           |                           |                           | le 12 mars 1966 à Lubbock | le 12 mars 1966 à Lubbock | le 12 mars 1966 à Lubbock | le 12 mars 1966 à Lubbock |
|  |                         |                           |                         |                         |                               |                               |                               |                               |                           |                           |                           |                           | le 12 mars 1966 à Lubbock | le 12 mars 1966 à Lubbock | le 12 mars 1966 à Lubbock | le 12 mars 1966 à Lubbock |
|  | Jayhawks du Kansas      | Jayhawks du Kansas        | 80                      | 80                      |                               |                               |                               |                               |                           |                           |                           |                           |                           |                           |                           |                           |
|  | Jayhawks du Kansas      | Jayhawks du Kansas        | 80                      | 80                      |                               |                               |                               |                               |                           |                           |                           |                           |                           |                           |                           |                           |
|  |                         |                           | Miners de Texas Western | Miners de Texas Western | 81                            | 81                            |                               |                               |                           |                           |                           |                           |                           |                           |                           |                           |
|  |                         |                           |                         |                         | 81                            | 81                            |                               |                               |                           |                           |                           |                           |                           |                           |                           |                           |
|  |                         |                           |                         |                         |                               |                               |                               |                               |                           |                           |                           |                           |                           |                           |                           |                           |
|  |                         |                           |                         |                         |                               |                               |                               |                               |                           |                           |                           |                           |                           |                           |                           |                           |
|  | Bearcats de Cincinnati  | Bearcats de Cincinnati    | 76                      | 76                      | Match pour la troisième place | Match pour la troisième place | Match pour la troisième place | Match pour la troisième place |                           |                           |                           |                           |                           |                           |                           |                           |
|  | Bearcats de Cincinnati  | Bearcats de Cincinnati    | 76                      | 76                      | Match pour la troisième place | Match pour la troisième place | Match pour la troisième place | Match pour la troisième place | le 7 mars 1966 à Wichita  |                           |                           |                           |                           |                           |                           |                           |
|  |                         |                           | Miners de Texas Western | Miners de Texas Western | 78                            | 78                            |                               |                               | le 12 mars 1966 à Lubbock | le 12 mars 1966 à Lubbock | le 12 mars 1966 à Lubbock | le 12 mars 1966 à Lubbock |                           |                           |                           |                           |
|  | Miners de Texas Western | Miners de Texas Western   | Miners de Texas Western | Miners de Texas Western | 78                            | 78                            | 89                            | 89                            | le 12 mars 1966 à Lubbock | le 12 mars 1966 à Lubbock | le 12 mars 1966 à Lubbock | le 12 mars 1966 à Lubbock |                           |                           |                           |                           |
|  | Miners de Texas Western | Miners de Texas Western   |                         |                         |                               |                               |                               | 89                            |                           |                           | Mustangs de SMU           | Mustangs de SMU           | 89                        | 89                        |                           |                           |
|  | Stars d'Oklahoma City   | Stars d'Oklahoma City     | 74                      | 74                      |                               |                               |                               |                               |                           |                           | Mustangs de SMU           | Mustangs de SMU           | 89                        | 89                        |                           |                           |
|  | Stars d'Oklahoma City   | Stars d'Oklahoma City     | 74                      | 74                      | Bearcats de Cincinnati        | Bearcats de Cincinnati        | 84                            | 84                            |                           |                           |                           |                           |                           |                           |                           |                           |
|  |                         |                           |                         |                         |                               |                               |                               |                               |                           |                           |                           |                           |                           |                           |                           |                           |

### Ouest
|  | Quarts de finale       | Quarts de finale              | Quarts de finale       | Quarts de finale       |                               |                               | Demi-finales                  | Demi-finales                  | Demi-finales                  | Demi-finales                  |                               |                               | Finale                        | Finale                        | Finale                        | Finale                        |
|  |                        |                               |                        |                        |                               |                               |                               |                               |                               |                               |                               |                               |                               |                               |                               |                               |
|  |                        |                               |                        |                        |                               |                               | le 11 mars 1966 à Los Angeles | le 11 mars 1966 à Los Angeles | le 11 mars 1966 à Los Angeles | le 11 mars 1966 à Los Angeles |                               |                               | le 12 mars 1966 à Los Angeles | le 12 mars 1966 à Los Angeles | le 12 mars 1966 à Los Angeles | le 12 mars 1966 à Los Angeles |
|  |                        |                               |                        |                        |                               |                               | le 11 mars 1966 à Los Angeles | le 11 mars 1966 à Los Angeles | le 11 mars 1966 à Los Angeles | le 11 mars 1966 à Los Angeles |                               |                               | le 12 mars 1966 à Los Angeles | le 12 mars 1966 à Los Angeles | le 12 mars 1966 à Los Angeles | le 12 mars 1966 à Los Angeles |
|  |                        |                               |                        |                        |                               |                               | le 11 mars 1966 à Los Angeles | le 11 mars 1966 à Los Angeles | le 11 mars 1966 à Los Angeles | le 11 mars 1966 à Los Angeles |                               |                               | le 12 mars 1966 à Los Angeles | le 12 mars 1966 à Los Angeles | le 12 mars 1966 à Los Angeles | le 12 mars 1966 à Los Angeles |
|  |                        |                               |                        |                        |                               |                               | le 11 mars 1966 à Los Angeles | le 11 mars 1966 à Los Angeles | le 11 mars 1966 à Los Angeles | le 11 mars 1966 à Los Angeles |                               |                               | le 12 mars 1966 à Los Angeles | le 12 mars 1966 à Los Angeles | le 12 mars 1966 à Los Angeles | le 12 mars 1966 à Los Angeles |
|  |                        |                               |                        |                        |                               |                               | le 11 mars 1966 à Los Angeles | le 11 mars 1966 à Los Angeles | le 11 mars 1966 à Los Angeles | le 11 mars 1966 à Los Angeles |                               |                               | le 12 mars 1966 à Los Angeles | le 12 mars 1966 à Los Angeles | le 12 mars 1966 à Los Angeles | le 12 mars 1966 à Los Angeles |
|  | Utes de l'Utah         | Utes de l'Utah                | 83                     | 83                     |                               |                               |                               |                               |                               |                               |                               |                               | le 12 mars 1966 à Los Angeles | le 12 mars 1966 à Los Angeles | le 12 mars 1966 à Los Angeles | le 12 mars 1966 à Los Angeles |
|  | Utes de l'Utah         | Utes de l'Utah                | 83                     | 83                     |                               |                               |                               |                               |                               |                               |                               |                               | le 12 mars 1966 à Los Angeles | le 12 mars 1966 à Los Angeles | le 12 mars 1966 à Los Angeles | le 12 mars 1966 à Los Angeles |
|  |                        |                               | Tigers du Pacifique    | Tigers du Pacifique    | 74                            | 74                            |                               |                               |                               |                               |                               |                               | le 12 mars 1966 à Los Angeles | le 12 mars 1966 à Los Angeles | le 12 mars 1966 à Los Angeles | le 12 mars 1966 à Los Angeles |
|  |                        |                               |                        |                        | 74                            | 74                            |                               |                               |                               |                               |                               |                               | le 12 mars 1966 à Los Angeles | le 12 mars 1966 à Los Angeles | le 12 mars 1966 à Los Angeles | le 12 mars 1966 à Los Angeles |
|  |                        | le 11 mars 1966 à Los Angeles |                        |                        |                               |                               |                               |                               |                               |                               |                               |                               | le 12 mars 1966 à Los Angeles | le 12 mars 1966 à Los Angeles | le 12 mars 1966 à Los Angeles | le 12 mars 1966 à Los Angeles |
|  |                        |                               |                        |                        |                               |                               |                               |                               |                               |                               |                               |                               | le 12 mars 1966 à Los Angeles | le 12 mars 1966 à Los Angeles | le 12 mars 1966 à Los Angeles | le 12 mars 1966 à Los Angeles |
|  | Utes de l'Utah         | Utes de l'Utah                | 70                     | 70                     |                               |                               |                               |                               |                               |                               |                               |                               |                               |                               |                               |                               |
|  | Utes de l'Utah         | Utes de l'Utah                | 70                     | 70                     |                               |                               |                               |                               |                               |                               |                               |                               |                               |                               |                               |                               |
|  |                        |                               | Beavers d'Oregon State | Beavers d'Oregon State | 74                            | 74                            |                               |                               |                               |                               |                               |                               |                               |                               |                               |                               |
|  |                        |                               |                        |                        | 74                            | 74                            |                               |                               |                               |                               |                               |                               |                               |                               |                               |                               |
|  |                        |                               |                        |                        |                               |                               |                               |                               |                               |                               |                               |                               |                               |                               |                               |                               |
|  |                        |                               |                        |                        |                               |                               |                               |                               |                               |                               |                               |                               |                               |                               |                               |                               |
|  | Beavers d'Oregon State | Beavers d'Oregon State        | 63                     | 63                     | Match pour la troisième place | Match pour la troisième place | Match pour la troisième place | Match pour la troisième place |                               |                               |                               |                               |                               |                               |                               |                               |
|  | Beavers d'Oregon State | Beavers d'Oregon State        | 63                     | 63                     | Match pour la troisième place | Match pour la troisième place | Match pour la troisième place | Match pour la troisième place | le 7 mars 1966 à Wichita      |                               |                               |                               |                               |                               |                               |                               |
|  |                        |                               | Cougars de Houston     | Cougars de Houston     | 60                            | 60                            |                               |                               | le 12 mars 1966 à Los Angeles | le 12 mars 1966 à Los Angeles | le 12 mars 1966 à Los Angeles | le 12 mars 1966 à Los Angeles |                               |                               |                               |                               |
|  | Cougars de Houston     | Cougars de Houston            | Cougars de Houston     | Cougars de Houston     | 60                            | 60                            | 82                            | 82                            | le 12 mars 1966 à Los Angeles | le 12 mars 1966 à Los Angeles | le 12 mars 1966 à Los Angeles | le 12 mars 1966 à Los Angeles |                               |                               |                               |                               |
|  | Cougars de Houston     | Cougars de Houston            |                        |                        |                               |                               |                               | 82                            |                               |                               | Cougars de Houston            | Cougars de Houston            | 102                           | 102                           |                               |                               |
|  | Rams de Colorado State | Rams de Colorado State        | 76                     | 76                     |                               |                               |                               |                               |                               |                               | Cougars de Houston            | Cougars de Houston            | 102                           | 102                           |                               |                               |
|  | Rams de Colorado State | Rams de Colorado State        | 76                     | 76                     | Tigers du Pacifique           | Tigers du Pacifique           | 91                            | 91                            |                               |                               |                               |                               |                               |                               |                               |                               |
|  |                        |                               |                        |                        |                               |                               |                               |                               |                               |                               |                               |                               |                               |                               |                               |                               |

### Final Four
|  | Demi-finales            | Demi-finales            | Demi-finales            | Demi-finales            |                               |                      | Finale | Finale | Finale | Finale |
|  |                         |                         |                         |                         |                               |                      |        |        |        |        |
|  |                         |                         |                         |                         |                               |                      |        |        |        |        |
|  | Blue Devils de Duke     | Blue Devils de Duke     | 79                      | 79                      |                               |                      |        |        |        |        |
|  | Blue Devils de Duke     | Blue Devils de Duke     | 79                      | 79                      |                               |                      |        |        |        |        |
|  | Wildcats du Kentucky    | Wildcats du Kentucky    | 83                      | 83                      |                               |                      |        |        |        |        |
|  | Wildcats du Kentucky    | Wildcats du Kentucky    | 83                      | 83                      | Wildcats du Kentucky          | Wildcats du Kentucky | 65     | 65     |        |        |
|  |                         |                         |                         |                         | Wildcats du Kentucky          | Wildcats du Kentucky | 65     | 65     |        |        |
|  |                         |                         | Miners de Texas Western | Miners de Texas Western | 79                            | 79                   |        |        |        |        |
|  | Miners de Texas Western | Miners de Texas Western | Miners de Texas Western | Miners de Texas Western | 79                            | 79                   | 85     | 85     |        |        |
|  | Miners de Texas Western | Miners de Texas Western |                         |                         |                               |                      |        | 85     |        |        |
|  | Utes de l'Utah          | Utes de l'Utah          | 78                      | 78                      |                               |                      |        |        |        |        |
|  | Utes de l'Utah          | Utes de l'Utah          | 78                      | 78                      | Match pour la troisième place |                      |        |        |        |        |
|  |                         |                         |                         |                         |                               |                      |        |        |        |        |
|  |                         |                         |                         |                         |                               |                      |        |        |        |        |
|  | Blue Devils de Duke     | Blue Devils de Duke     | 79                      | 79                      |                               |                      |        |        |        |        |
|  | Blue Devils de Duke     | Blue Devils de Duke     | 79                      | 79                      |                               |                      |        |        |        |        |
|  | Utes de l'Utah          | Utes de l'Utah          | 77                      | 77                      |                               |                      |        |        |        |        |
|  | Utes de l'Utah          | Utes de l'Utah          | 77                      | 77                      |                               |                      |        |        |        |        |

## Récompenses individuelles
Le meilleur joueur du tournoi est Jerry Chambers bien que les Utes de Utah ne classent que quatrièmes du Final Four en raison de ses 143 points inscrits en quatre rencontres dont 32 face à Duke.
Le meilleur cinq est composé de :
- Bobby Joe Hill Texas Western
- Jack Marin Duke
- Jerry Chambers Utah
- Louie Dampier Kentucky
- Pat Riley Kentucky